# وقتی همه خواب بودند
وقتی همه خواب بودند فیلمی اجتماعی ایرانی به کارگردانی و نویسندگی فریدون حسن‌پور و تهیه‌کنندگی فرشته طائرپور محصول سال ۱۳۸۴ است.

## خلاصه فیلم
این فیلم قصه بی بی سلیمه، مامای پیر و محبوب روستای تازه آباد است که بالاخره پس از سالها انتظار نوبت سفرش به خانه خدا فرا رسیده، بی بی در حال خداحافظی و حلالیت طلبی از اهالی ده است که خبر می‌رسد اجازه سفر ندارد.

## جشنواره‌ها
وقتی همه خواب بودند در جشنواره‌های زیر حضور داشته است.
- سیمرغ بلورین بخش سینمای معناگرا (فرشته طائرپور) در بیست و چهارمین دوره جشنواره فیلم فجر
- جایزه ویژه بخش مسابقه سینمای ایران در بیست و چهارمین دوره جشنواره فیلم فجر
- لوح تقدیر نگاه لطیف و روابط انسانی و تأکید بر باورهای ملی و مذهبی و توجه به سالمندان در بیست و چهارمین دوره جشنواره فیلم فجر
- کاندیدا نقش اول زن (گلاب آدینه) در بیست و چهارمین دوره جشنواره فیلم فجر
- کاندیدا بهترین فیلم‌نامه (فریدون حسن‌پور) در بیست و چهارمین دوره جشنواره فیلم فجر
- کاندیدا بهترین اثر هنر و تجربه (فریدون حسن‌پور) در بیست و چهارمین دوره جشنواره فیلم فجر
- کاندیدا بهترین جلوه‌های ویژه (داود رسولیان) در بیست و چهارمین دوره جشنواره فیلم فجر
- کاندیدا نقش اول زن (گلاب آدینه) در دهمین دوره جشن خانه سینما
- کاندیدا بهترین چهره پردازی (محمدرضا قومی) در دهمین دوره جشن خانه سینما
- سیمرغ بلورین بهترین عکس (علی زارع) در بیست و چهارمین دوره جشنواره فیلم فجر